# سیارک ۳۴۹۱۹
سیارک ۳۴۹۱۹ (به انگلیسی: 34919 Imelda، نامگذاری:4710P-L) سی و چهار هزار و نهصد و نوزدهمین سیارک کشف شده‌است که در ۲۴ سپتامبر ۱۹۶۰ کشف شد.